# Нова Дарниця

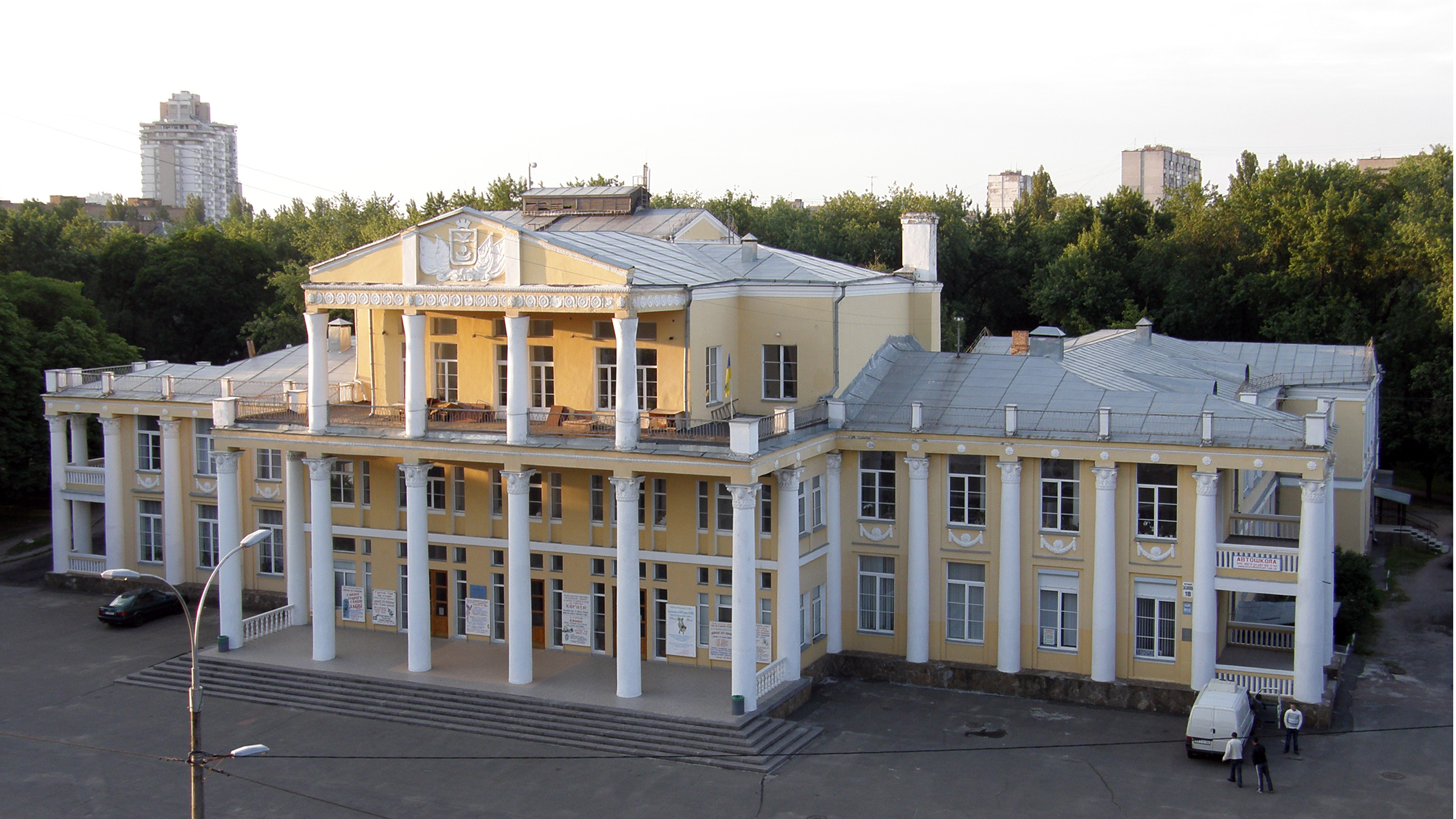
Будинок культури «Дарниця»

Нова́ Да́рниця  — історична місцевість у Дарницькому районі Києва, що розташована між Харківським шосе, залізницею і парком Партизанської Слави.

## Історія
Фігурує з 1896 року як дачне селище, тоді ж було сформовано мережу вулиць між залізницею та сучасними вулицями Вересневою, Юрія Шевельова і Сімферопольською. 
Впродовж 1908-1909 років у селищі було збудовано церкву святителя Феодосія Чернігівського.
З 1923 року у межах Києва. З 1920-х років — робітниче селище.

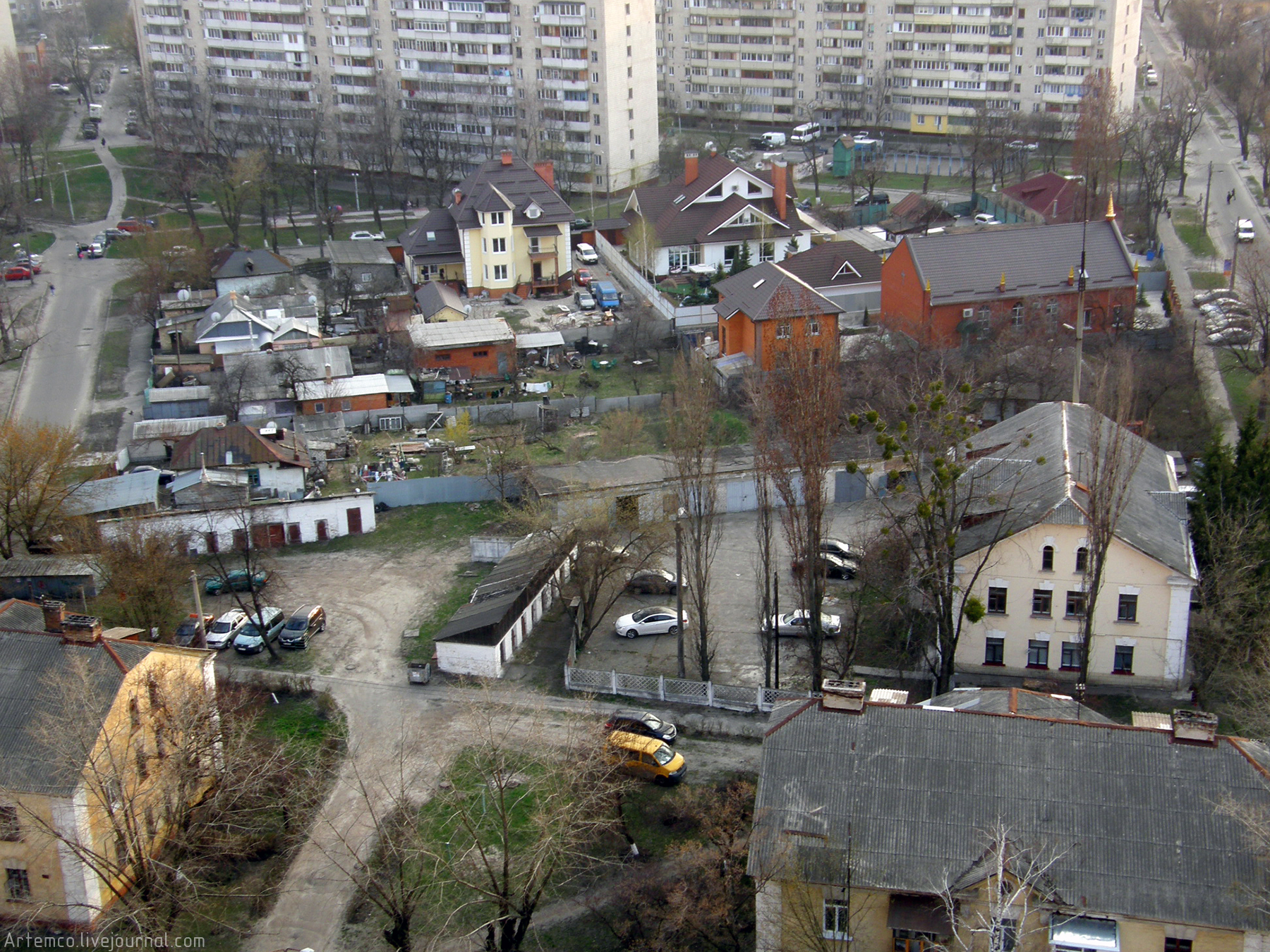
приватний сектор між вулицями Литвинського, Шевельова і Гостинною

Нова Дарниця на момент початку війни, у 1941 році,  залишалася здебільшого районом із дачною 1-поверховою дерев’яною забудовою, посеред якої подекуди височіли громадські будівлі (школи, дитячі садки). Одним із наймонументальніших будинків був Будинок пропаганди і агітації. Будівля постраждала у 1943 році, була відбудована на початку 1960-х рр. для ресторану “Маяк” – першого подібного закладу на Лівобережжі міста. Існував проєкт реконструкції споруди під молодіжне кафе архітектора С.Миргородського. У 1978 р. ресторан закрито і через два роки будівлю реконструйовано для Дарницького РАГСу.

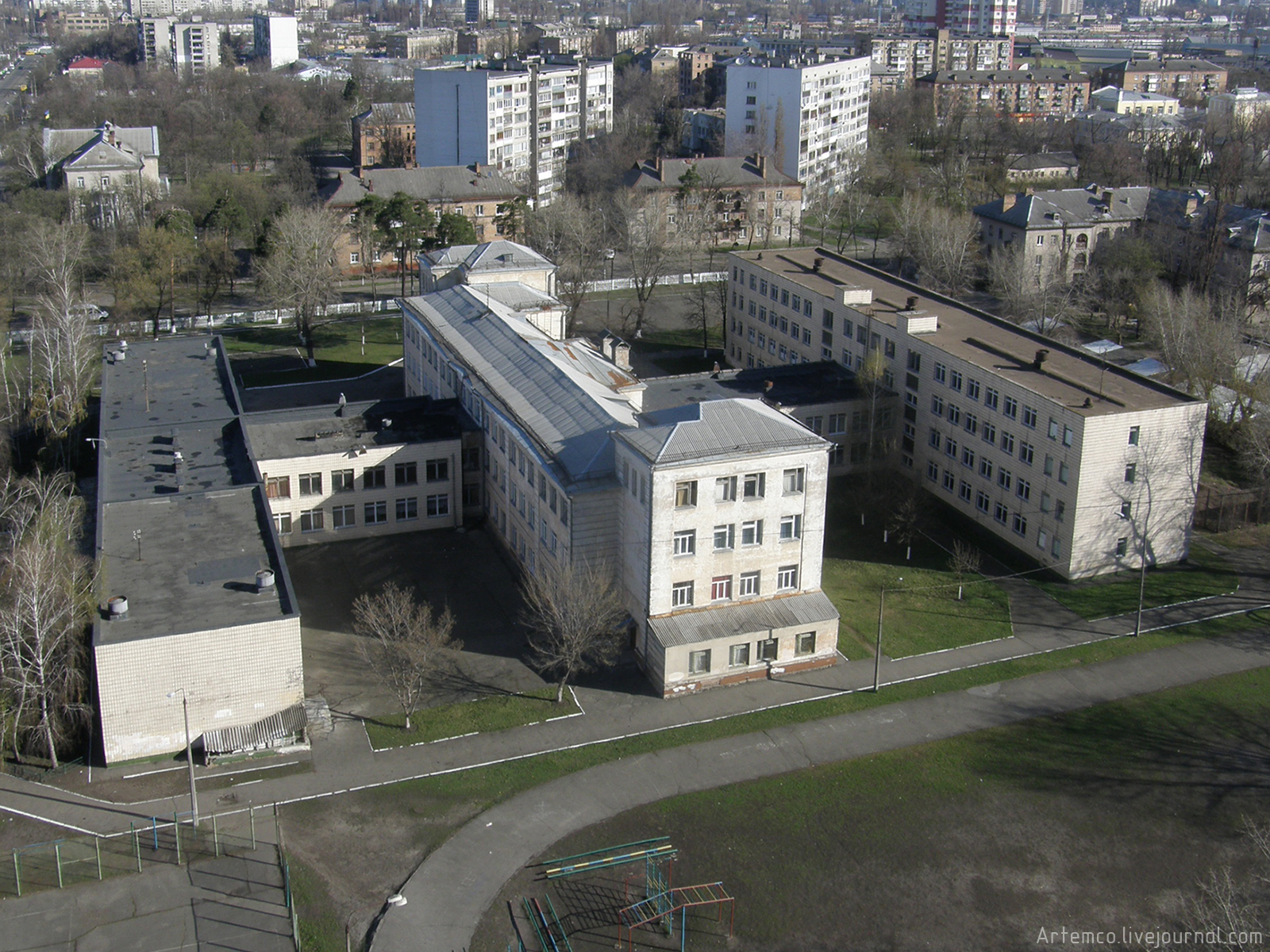
школа № 127

Будівля школи № 127 (перша капітальна шкільна будівля у Новій Дарниці) була побудована 1936 року. 3-поверхову школу з 4-поверховими бічними крилами збудовано за типовим проєктом № 103 архітектора Е. Коднера, розробленим Шкілпроектом Народного комісаріату освіти УСРР 1935 року. Фасад оздоблено у стилі радянського неокласицизму. Восени 1943 року будівлю школи, вочевидь, було спалено разом із більшістю забудови Нової Дарниці, по війні будівлю було відбудовано без змін стилю.
Будівля школи робітничої молоді селища Нова Дарниця (сучасна адреса – вулиця Сімферопольська, 10) була побудована 1939 року. 3-поверхову 2-комплектну школу збудовано за типовим проєктом № 102 архітектора Ю. Корбіна, розробленим Шкілпроектом Народного комісаріату освіти УСРР 1936 року.
За типовими проєктами було споруджено і декілька дитячих садочків. Приміром, будівля дитячого садка у Новій Дарниці (тепер дитячий садок № 706) була збудована за типовим проєктом ясел на 120 дітей, розробленим 1937 року Народним комісаріатом охорони здоров’я (архітектор Г.Любарський). Або ще один дитячий садок, збудований наприкінці 1930-х рр. у Новій Дарниці (тепер - № 385, суттєво перебудований у 1970-1980-х рр.).
Проте житлове будівництво майже не здійснювалося. До війни у Новій Дарниці було споруджено дуже мало 2-поверхових будинків — 2 вздовж вулиці Сімферопольської і 4 у селищі Дарницького м’ясокомбінату. Будинки на вулиці Сімферопольській було зруйновано під час 2 Світової війни.
Під час Другої Світової війни майже повністю знищена.
Наприкінці 1940–на початку 1950-х років силами німецьких військовополонених було збудовано велику кількість 2-поверхових житлових будинків. На фундаментах двох зруйнованих 2-поверхівок наприкінці вулиці Сімферопольської було збудовано нові 2-поверхівки. 2-поверхові будиночки, збудовані силами німецьких військовополонених, виросли вздовж вулиць Ялтинської, Новодарницької, Російської (нині – Юрія Литвинського), Ілліча (нині – Юрія Пасхаліна). Ці будинки ще називають «німецький квартал», адже забудова цих кварталів має ряд рис, характерних для приміської забудови міст Німеччини 1930-х років.
Забудова поширилася і на схід Нової Дарниці. Вздовж вулиць Тростянецької, Волго-Донської, Юрія Литвинського було збудовано житлові будинки та гуртожитки серійних проєктів 1-207 та 1-228. Тож у червні 1951 року в Новій Дарниці було 8 будинків райжитлоуправління та 59 відомчих.
Не було забуто і про громадське будівництво. Оскільки адміністративний центр Дарницького району було вирішено розмістити в Новій Дарниці, у листопаді 1953 р. було завершено будівництво споруди районної ради по вул. Кооперативній (нині – Ялтинська), а 1954 р. за партійні кошти збудували приміщення райкому партії по вул. Котовського (нині – Геннадія Афанасьєва).
У 1953-54 роках почали зносити дерев’яні будинки, що з’явилися у повоєнні роки на місці колишньої дачної забудови. На їх місці було збудовано 4-5-поверхові житлові будинки та гуртожитки для залізничників, працівників п/с 244 (Радіозавод) та інших підприємств району. Найбільше таких будинків було збудовано вздовж вулиць Сімферопольської та Севастопольської.
Повоєнна забудова Дарниці поділяється на 2 етапи – повоєнні дво-триповерхові будинки кінця 1940-х, що будувались за типовими проєктами при залученні робочої сили військовополонених та архітектурні ансамблі нетинькованих чотириповерхових та п’ятиповерхових будинків середини 1950-х.
Одним з таких ансамблів є комплекс кварталів між вулицями Сімферопольською, Павла Чубинського, Геннадія Афанасьєва та Юрія Пасхаліна. Початковий проєкт ансамблю, розроблений 1954 року, передбачав симетричну композицію з чотирьох будинків – сучасні вул. Сімферопольська, 3, 5, 7 та 9. Будинки 5/1 та 7/2 (1956 рік, серія 1-406-5, архітектори Книжник, Малиновський, Мілецький, Томашевська)
Ще два ансамблі утворено вздовж вул. Севастопольської поміж вул. Новодарницькою та Юрія Литвинського. Центральні будинки кожного ансамблю мають декоративні елементи. Бічні будинки їх майже позбавлені, що вказує на їх будівництво вже після початку боротьби з архітектурними надмірностями.
Ансамбль на парній стороні вул. Севастопольської складається з трьох триповерхових будинків.
У 1960—1980-х роках у східній та частково західній частині району було споруджено нову 9-поверхову забудову. 1-й мікрорайон Нової Дарниці (між Харківським шосе та вулицею Ревуцького) започаткував Харківський масив.

## Панорами

Нова Дарниця по Харківському шосе, 2^{й} (ліворуч) і 7^{й} (праворуч) мікрорайони

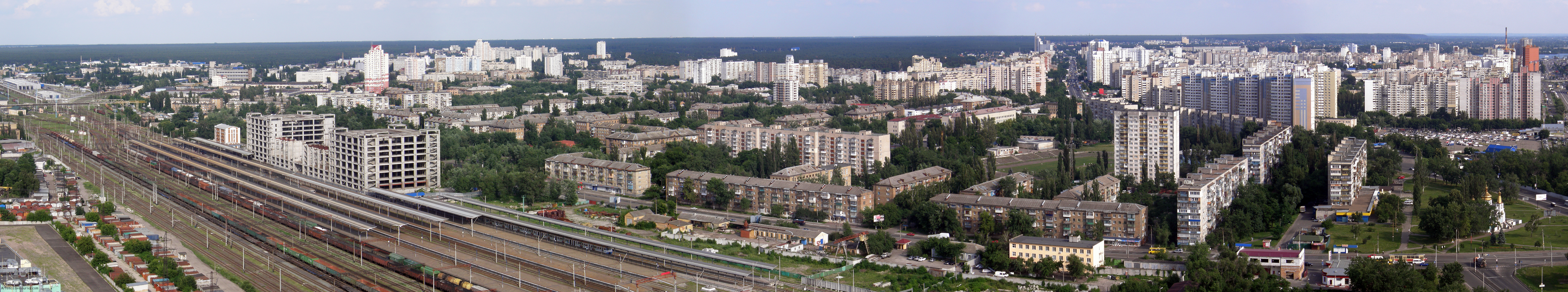
Нова Дарниця по Привокзальній вулиці, на передньому пляні 8^{й} мікрорайон